# Arlete Bombe
Arlete Guilhermina "Guillermina" Vincente Bombe (nacida en 1983) es una actriz mozambiqueña, nativa de Maputo, Mozambique.

## Carrera
En 2017, participó en el documental de Iacopo Patierno titulado, Wiwanana, junto a Safina Ansumane Ali, Agostino Maico Chipula y otros.
Formó parte del elenco de la premiada película de Mickey Fonseca en 2019, Redemption ("Resgate" en portugués ). La película también fue protagonizada por Gil Alexandre, Laquino Fonseca, Tomas Bie, Rachide Abul y Candido Quembo.
Fue nominada en 2019 en la categoría mejor actriz en un papel secundario en los 15th Africa Movie Academy Awards (AMAA), por su desempeño en la película Redemption. 

## Filmografía
| Año  | Película            | Papel | Notas      | Ref. |
| ---- | ------------------- | ----- | ---------- | ---- |
| 2019 | Redención (resgate) | Mia   | Drama      |      |
| 2017 | Wiwanana            |       | Documental |      |

## Premios y nominaciones
| Año  | Evento | Premio                              | Resultado |
| ---- | ------ | ----------------------------------- | --------- |
| 2019 | AMAA   | Premio a la mejor actriz de reparto | Nominada  |